# Acmonia
Acmonia (łac. Dioecesis Acmoniensis) – stolica historycznej diecezji w Cesarstwie Rzymskim (prowincja Frygia), współcześnie w Turcji. Od XIX w. katolickie biskupstwo tytularne (wakujące od 1962).

## Biskupi tytularni
| Lp. | Biskup                             | Funkcja                                                    | Od               | Do                   |
| --- | ---------------------------------- | ---------------------------------------------------------- | ---------------- | -------------------- |
| 1   | Jules-Alphonse Cousin              | wikariusz apostolski Nagasaki (Japonia)                    | 16 czerwca 1885  | 15 czerwca 1881      |
| 2   | John Carroll                       | biskup-koadiutor Shrewsbury (Wielka Brytania)              | 22 sierpnia 1893 | 11 maja 1895         |
| 3   | John Baptist Morris                | biskup-koadiutor Little Rock (USA)                         | 16 kwietnia 1906 | 21 lutego 1907       |
| 4   | Pierre-Eugène-Alexandre Marty      | biskup-koadiutor Montauban (Francja)                       | 7 sierpnia 1907  | 10 stycznia 1908     |
| 5   | Frantisek Brusák                   | biskup pomocniczy Pragi (Austro-Węgry)                     | 5 maja 1908      | 5 kwietnia 1918      |
| 6   | Bartholomew Stanislaus Wilson CSSp | wikariusz apostolski Bagamoyo (Tanzania)                   | 4 stycznia 1924  | 28 października 1938 |
| 7   | Peter Rogan MHM                    | wikariusz apostolski Buéa (Kamerun)                        | 15 marca 1939    | 18 marca 1950        |
| 8   | Victor Petrus Keuppens OFM         | wikariusz apostolski Lulua (Demokratyczna Republika Konga) | 25 czerwca 1950  | 10 lipca 1959        |
| 9   | Gilbert Ramanantoanina SJ          | biskup pomocniczy Fianarantsoa (Madagaskar)                | 12 czerwca 1960  | 2 kwietnia 1962      |